# Svetovno prvenstvo športnih dirkalnikov sezona 1992
Svetovno prvenstvo športnih dirkalnikov sezona 1992 je bila štirideseta in zadnja sezona Svetovnega prvenstva športnih dirkalnikov, ki je potekalo med 26. aprilom in 18. oktobrom 1992. Naslov moštvenega prvaka sza osvojila Peugeot Talbot Sport in Chamberlain Engineering (pokal FIE), dirkaškega pa Derek Warwick in Yannick Dalmas ter Ferdinand de Lesseps (pokal FIE).

## Spored dirk
| Št | Ime                 | Dirkališče                    | Datum               |
| -- | ------------------- | ----------------------------- | ------------------- |
| 1  | 500 km Monze        | Autodromo Nazionale Monza     | 26. april           |
| 2  | 500 km Silverstona  | Silverstone Circuit           | 10. maj             |
| 3  | 24 ur Le Mansa      | Circuit de la Sarthe          | 20. junij 21. junij |
| 4  | 500 km Doningtona   | Donington Park                | 19. julij           |
| 5  | 1000 km Suzuke      | Suzuka Circuit                | 30. avgust          |
| 6  | 500 km Magny-Coursa | Circuit de Nevers Magny-Cours | 18. oktober         |

## Rezultati

### Po dirkah
| Št | Dirkališče  | Zmag. moštvo C1                            | Zmag. moštvo Pokala                                 | Poročilo |
| Št | Dirkališče  | Zmag. dirkača(-i) C1                       | Zmag. dirkača(-i) Pokala                            | Poročilo |
| -- | ----------- | ------------------------------------------ | --------------------------------------------------- | -------- |
| 1  | Monza       | Toyota Team Tom's                          | Chamberlain Engineering                             | Poročilo |
| 1  | Monza       | Geoff Lees Hitoshi Ogawa                   | Bernard Thuner Ferdinand de Lesseps                 | Poročilo |
| 2  | Silverstone | Peugeot Talbot Sport                       | Chamberlain Engineering                             | Poročilo |
| 2  | Silverstone | Derek Warwick Yannick Dalmas               | Ferdinand de Lesseps Will Hoy                       | Poročilo |
| 3  | La Sarthe   | Peugeot Talbot Sport                       | Chamberlain Engineering                             | Poročilo |
| 3  | La Sarthe   | Derek Warwick Yannick Dalmas Mark Blundell | Ferdinand de Lesseps Richard Piper Olindo Iacobelli | Poročilo |
| 4  | Donington   | Peugeot Talbot Sport                       | Chamberlain Engineering                             | Poročilo |
| 4  | Donington   | Mauro Baldi Philippe Alliot                | Ferdinand de Lesseps Will Hoy                       | Poročilo |
| 5  | Suzuka      | Peugeot Talbot Sport                       | Chamberlain Engineering                             | Poročilo |
| 5  | Suzuka      | Derek Warwick Yannick Dalmas               | Ferdinand de Lesseps Nick Adams Masahiro Kimoto     | Poročilo |
| 6  | Magny-Cours | Peugeot Talbot Sport                       | Chamberlain Engineering                             | Poročilo |
| 6  | Magny-Cours | Mauro Baldi Philippe Alliot                | Ferdinand de Lesseps Nick Adams                     | Poročilo |

### Moštveno prvenstvo
Točkovanje po sistemu 20-15-12-10-8-6-4-3-2-1, točke dobi le najbolje uvrščeni dirkalnik posameznega moštva.
| Poz | Moštvo                  | Šasija                 | Motor                                               | 1. | 2. | 3. | 4. | 5. | 6. | Skupaj |
| --- | ----------------------- | ---------------------- | --------------------------------------------------- | -- | -- | -- | -- | -- | -- | ------ |
| 1   | Peugeot Talbot Sport    | Peugeot 905 Evo 1B     | Peugeot SA35 3.5L V10                               | 15 | 20 | 20 | 20 | 20 | 20 | 115    |
| 2   | Toyota Team Tom's       | Toyota TS010           | Toyota RV10 3.5L V10                                | 20 |    | 15 | 12 | 15 | 12 | 74     |
| 3   | Mazdaspeed              | Mazda MXR-01           | Mazda (Judd) MV10 3.5L V10                          |    | 15 | 10 | 8  |    | 6  | 39     |
| 4   | Chamberlain Engineering | Spice SE89C            | Ford Cosworth DFZ 3.5L V8                           |    | 12 | 4  | 6  | 8  | 4  | 34     |
| 5   | Euro Racing             | Lola T92/10            | Judd GV10 3.5L V10                                  |    |    | 6  | 10 | 10 |    | 26     |
| 6   | Team S.C.I.             | Spice SE90C Tiga GC288 | Ford Cosworth DFZ 3.5L V8 Ford Cosworth DFL 3.3L V8 |    | 10 |    | 4  |    | 3  | 17     |

#### Pokal FIE
| Poz | Moštvo                  | Šasija                 | Motor                                               | 1. | 2. | 3. | 4. | 5. | 6. | Skupaj |
| --- | ----------------------- | ---------------------- | --------------------------------------------------- | -- | -- | -- | -- | -- | -- | ------ |
| 1   | Chamberlain Engineering | Spice SE89C            | Ford Cosworth DFZ 3.5L V8                           | 20 | 20 | 20 | 20 | †  | 20 | 100    |
| 2   | Team S.C.I.             | Spice SE90C Tiga GC288 | Ford Cosworth DFZ 3.5L V8 Ford Cosworth DFL 3.3L V8 |    | 15 |    | 15 |    | 15 | 45     |
| 3   | G.S.R. GmbH             | Gebhardt C91           | Ford Cosworth DFR 3.5L V8                           | 15 |    |    |    |    |    | 15     |

### Dirkaško prvenstvo
| Poz | Dirkač                | Moštvo                  | 1. | 2. | 3. | 4. | 5. | 6. | Skupaj |
| --- | --------------------- | ----------------------- | -- | -- | -- | -- | -- | -- | ------ |
| 1=  | Yannick Dalmas        | Peugeot Talbot Sport    | 15 | 20 | 20 | 15 | 20 | 8  | 98     |
| 1=  | Derek Warwick         | Peugeot Talbot Sport    | 15 | 20 | 20 | 15 | 20 | 8  | 98     |
| 3=  | Philippe Alliot       | Peugeot Talbot Sport    |    |    | 12 | 20 | 12 | 20 | 64     |
| 3=  | Mauro Baldi           | Peugeot Talbot Sport    |    |    | 12 | 20 | 12 | 20 | 64     |
| 5   | Geoff Lees            | Toyota Team Tom's       | 20 |    |    | 12 | 15 | 12 | 59     |
| 6   | Jan Lammers           | Toyota Team Tom's       |    |    | 8  |    | 15 | 12 | 35     |
| 7   | Ferdinand de Lesseps  | Chamberlain Engineering |    | 12 | 4  | 6  | 8  | 4  | 34     |
| 8   | Maurizio Sandro-Sala  | Mazdaspeed              |    | 15 |    | 8  |    | 6  | 29     |
| 9   | Johnny Herbert        | Mazdaspeed              |    | 15 | 10 |    |    |    | 25     |
| 10  | David Brabham         | Toyota Team Tom's       |    |    |    | 12 |    | 10 | 22     |
| 11  | Hitoshi Ogawa         | Toyota Team Tom's       | 20 |    |    |    |    |    | 20     |
| 12= | Will Hoy              | Chamberlain Engineering |    | 12 |    | 6  |    |    | 18     |
| 12= | Andy Wallace          | Toyota Team Tom's       |    |    | 8  |    |    | 10 | 18     |
| 14= | Stefano Sebastiani    | Team S.C.I.             |    | 10 |    | 4  |    | 3  | 17     |
| 14= | Ranieri Randaccio     | Team S.C.I.             |    | 10 |    | 4  |    | 3  | 17     |
| 16  | Heinz-Harald Frentzen | Euro Racing             |    |    | 6  | 10 |    |    | 16     |
| 17= | Eric Hélary           | Peugeot Talbot Sport    |    |    |    |    |    | 15 | 15     |
| 17= | Christophe Bouchut    | Peugeot Talbot Sport    |    |    |    |    |    | 15 | 15     |
| 17= | Pierre-Henri Raphanel | Toyota Team Tom's       |    |    | 15 |    |    |    | 15     |
| 17= | Kenny Acheson         | Toyota Team Tom's       |    |    | 15 |    |    |    | 15     |
| 21  | Alex Caffi            | Mazdaspeed              |    |    |    | 8  |    | 6  | 14     |
| 22  | Nick Adams            | Chamberlain Engineering |    |    |    |    | 8  | 4  | 12     |
| 23= | Hideshi Matsuda       | Euro Racing             |    |    |    |    | 10 |    | 10     |
| 23= | Phil Andrews          | Euro Racing             |    |    |    | 10 |    |    | 10     |
| 23= | Volker Weidler        | Mazdaspeed              |    |    | 10 |    |    |    | 10     |
| 23= | Jésus Pareja          | Euro Racing             |    |    |    |    | 10 |    | 10     |
| 27  | Teo Fabi              | Toyota Team Tom's       |    |    | 8  |    |    |    | 8      |
| 28= | Divina Galica         | Chamberlain Engineering |    |    |    |    | 6  |    | 6      |
| 28= | Jun Harada            | Chamberlain Engineering |    |    |    |    | 6  |    | 6      |
| 30= | Richard Piper         | Chamberlain Engineering |    |    | 4  |    |    |    | 4      |
| 30= | Olindo Iacobelli      | Chamberlain Engineering |    |    | 4  |    |    |    | 4      |

#### Pokal FIE
| Poz | Dirkač               | Moštvo                  | 1. | 2. | 3. | 4. | 5. | 6. | Skupaj |
| --- | -------------------- | ----------------------- | -- | -- | -- | -- | -- | -- | ------ |
| 1   | Ferdinand de Lesseps | Chamberlain Engineering | 20 | 20 | 20 | 20 |    | 20 | 100    |
| 2   | Ranieri Randaccio    | Team S.C.I.             |    | 15 |    | 15 |    | 15 | 45     |
| 3=  | Will Hoy             | Chamberlain Engineering |    | 20 |    | 20 |    |    | 40     |
| 3=  | Nick Adams           | Chamberlain Engineering |    |    |    |    | 20 | 20 | 40     |
| 5   | Stefano Sebastiani   | Team S.C.I.             |    | 15 |    |    |    | 15 | 30     |
| 6=  | Bernard Thuner       | Chamberlain Engineering | 20 |    |    |    |    |    | 20     |
| 6=  | Olindo Iacobelli     | Chamberlain Engineering |    |    | 20 |    |    |    | 20     |
| 6=  | Richard Piper        | Chamberlain Engineering |    |    | 20 |    |    |    | 20     |
| 9=  | Frank Kraemer        | G.S.R. GmbH             | 15 |    |    |    |    |    | 15     |
| 9=  | Almo Coppelli        | G.S.R. GmbH             | 15 |    |    |    |    |    | 15     |